# خوان مانويل سانتوس
خوان مانويل سانتوس (بالإسبانية: Juan Manuel Santos)‏ (10 أغسطس 1951 -)، رئيس كولومبيا منذ 7 أغسطس 2010، وكان قد انتخب رئيسًا في 21 يونيو 2010، وأعيد انتخابه في 16 يونيو 2014 لولاية ثانية. وكان قبلها قد تولى منصب وزير الدفاع وذلك بالفترة من 19 يوليو 2006 إلى 18 مايو 2009. وقد حاز خوان مانويل على جائزة نوبل للسلام لسنة 2016.

## نشأته وتعليمه

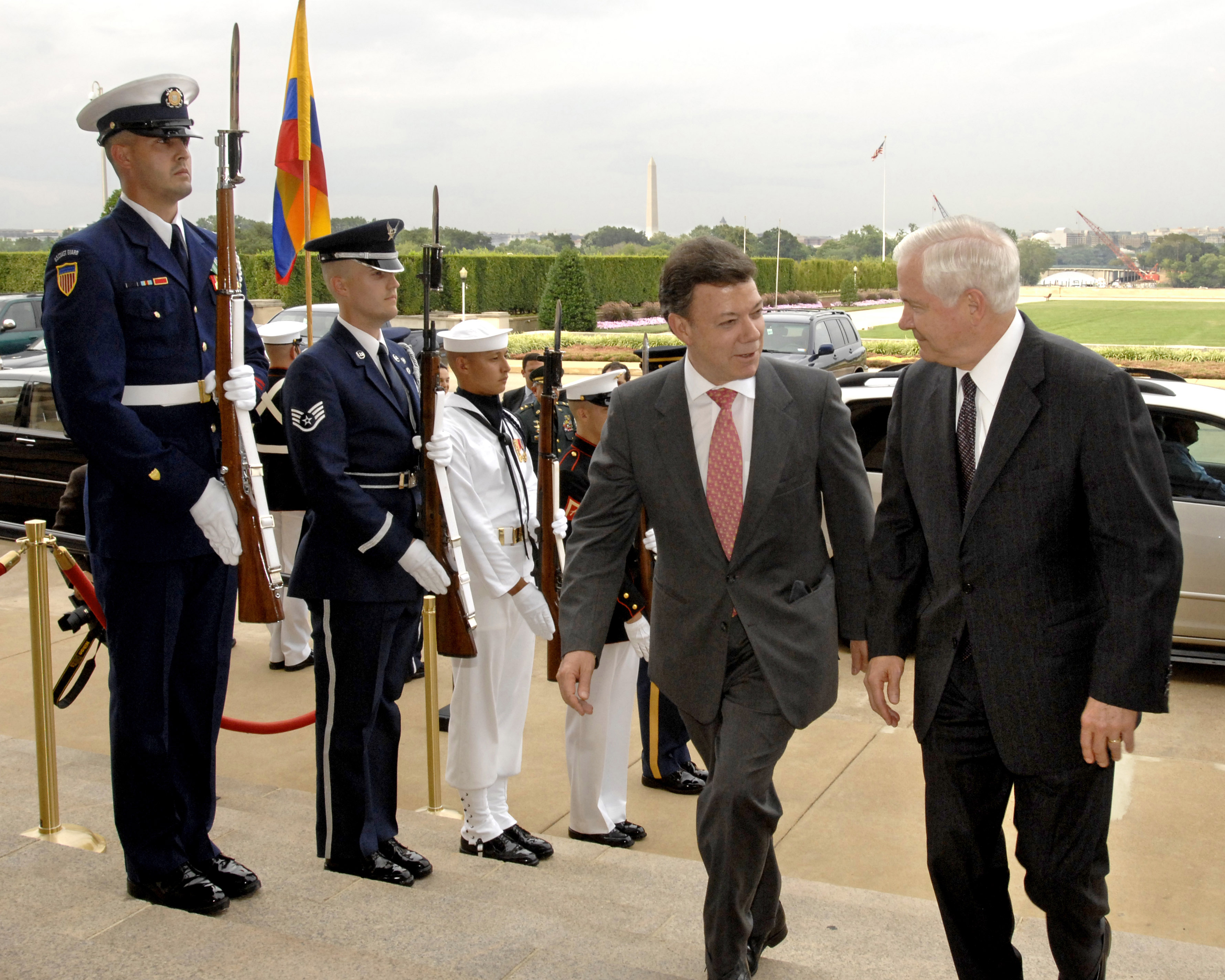
الوزير سانتوس مع نظيره ، وزير الدفاع الأمريكي روبرت جيتس ، خلال زيارة للبنتاغون في عام 2008

ولد خوان مانويل سانتوس يوم 10 أغسطس 1951 في العاصمة الكولومبية بوغوتا لأسرة سانتوس، ذات النفوذ والثروة والتي كانت تملك غالبية الأسهم في صحيفة إل تيمبو الكولومبية منذ عام 1913 حتى عام 2007. تخرج من جامعة كانساس الأمريكية، وحصل فيما بعد على درجة البكالوريوس في الاقتصاد وإدارة الأعمال، ثم التحق بكلية لندن للاقتصاد والعلوم السياسية حيث حصل على درجة الماجستير في علوم التنمية الاقتصادية عام 1975، بالإضافة إلى حصوله على الماجستير في الإدارة العامة من كلية جون كينيدى التابعة لجامعة هارفارد عام 1981.
يعرف كشخص صارم، بالغ الدقة، ومن محبي لعبة البوكر، والمجازفة بشكل عام.

## الحياة الشخصية
منذ عام 1987 ، تزوجت سانتوس للمرة الثانية. استمر زواجه الأول من المخرجة والمقدمة التلفزيونية سيلفيا أمايا لوندونيو لمدة ثلاث سنوات. التقى سانتوس بزوجته الثانية ، المصممة الصناعية ماريا كليمنسيا رودريغيز مونيرا ، عندما كان نائب مدير صحيفة إل تيمبو. ثم عملت ماريا كسكرتيرة في وزارة الاتصالات وتكنولوجيا المعلومات. من هذا الزواج ، أنجبت سانتوس ثلاثة أطفال: مارتن (مواليد 1989) ، ماريا أنطونيا (مواليد 1991) وإستيبان (مواليد 1993).
يدعي سانتوس أنه كان يمارس التأمل التجاوزي لفترة طويلة. في عام 1998 ، التقى بمؤسس التأمل التجاوزي ، مهاريشي ماهيش يوغي.

## حياته السياسية
في بداية حياته العملية التحق سانتوس بمجالات التجارة والعمل الصحفي. اختير في عام 1991 وزيراً للتجارة الخارجية في حكومة سيزار جافيريا، واستمر في المنصب حتى عام 1994. في عام 1992 شغل منصب رئيس مؤتمر الأمم المتحدة للتجارة والتنمية. وفي عام 2000 تقلّد منصب وزير المالية في حكومة الرئيس أندريس باسترانا أرانغو حتى عام 2002.

### وزارة الدفاع

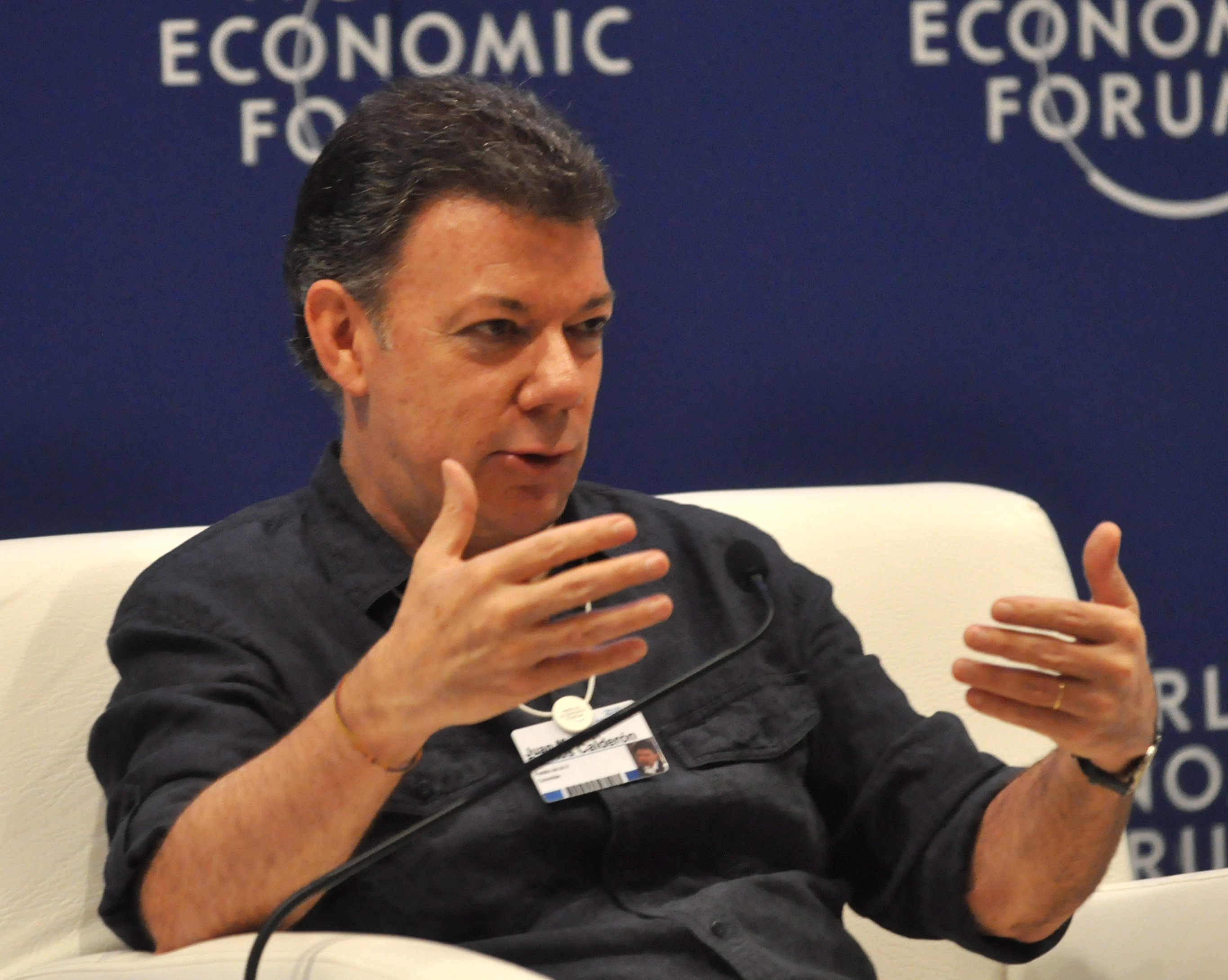
خوان مانويل سانتوس خلال المنتدى الاقتصادي العالمي في أبريل 2010.

في عام 2005، أسس سانتوس الحزب الإجتماعي للوحدة الوطنية، وذلك من أجل دعم الرئيس السابق ألفارو أوريبى. وأصبح وزيراً للدفاع في حكومته عام 2006.
على الرغم من أنه يقود منذ عام 1994 إحدى المؤسسات الهادفة لتسهيل مباحثات السلام مع منظمة فارك، إلا أنه قاد حملة شرسة ضدها في فترة توليه وزارة للدفاع، آملاً بإضعافها بهدف إجبارها على التفاوض. في 2 يوليو 2008 نفذ الجيش الكولومبي عملية ضد فارك نجح خلالها بتحرير 15 رهينة كان المتمردون يحتجزونهم بمن فيهم فرنسية واحدة وثلاثة اميركيين.
وفي 1 مارس 2008، امر بقصف مخيم للمتمردين في الإكوادور في عملية اوقعت 26 قتيلا بينهم القائد الثاني لمتمردي فارك، راؤول راييس. إلى جانب نجاحها، إلا أن العملية أثارت سجالات عديدة، فقد نددت اللجنة الدولية للصليب الاحمر باستخدام شعارها لتنفيذ العملية العسكرية لتحرير الرهائن، ما سمح بخداع المتمردين. فيما قطع رئيس الإكوادور رفاييل كوريا العلاقات الدبلوماسية مع كولومبيا لمدة عشرين شهرا على إثر العملية التي نفذت على أرض بلاده، وأصدر القضاء الإكوادوري مذكرة اعتقال بحقه بتهمة القتل وطالب بتسليمه، فيما اعتبره الرئيس الفنزويلي هوغو تشافيز «تهديدا» للسلام في المنطقة. كما ألقت عليه منظمات الدفاع عن حقوق الانسان مسؤولية الاف عمليات الإعدام بدون محاكمة المنسوبة إلى جنوده.
تسبب سانتوس في فضيحة عرفت باسم الميلشيات المزيفة، حيث يقال أن الجيش الكولومبي وضع سراً مكافأة لمن يقبض على مقاتل من مقاتلي الميلشيات المتمردة حياً أو ميتاً، وأدى ذلك إلى قتل نحو 3 آلاف من الأبرياء ونسبتهم إلى الميلشيات، عن طريق التزييف مثل إلباسهم الملابس العسكرية الخاصة بمقاتلي الميشليات المتمردة.
استقال من منصبه عام 2009، استعداداً لترشحه للرئاسة خلفا لأوريبي، على الرغم من نفيه المستمر أن يكون هذا هو سبب استقالته.

### الرئاسة
في 21 يونيو 2010 أصبح خوان مانويل سانتوس رئيساً لكولومبيا خلفاً لألفارو أوريبي، بعد فوزه بالانتخابات الرئاسية بنسبة 69% من الأصوات على مرشح حزب الخضر الكولومبي، انتاناس موكوس.
وعلى عكس تعهداته، التي أطلق فور انتخابه، بالاستمرار في سياسته المتشددة حيال حركة فارك، والتي انتهجها أثناء توليه وزارة الدفاع، فقد اتخذ طريقاً أكثر اعتدالاً كرئيس وأطلق مفاوضات معها سعياً لتوقيع معاهدة سلام تنهي الحرب الأهلية في كولومبيا.
وفي 16 يونيو 2014 أعيد انتخابه لولاية ثانية، بعد حصوله على 51% من الأصوات في الدورة الثانية من الانتخابات الرئاسية متقدماً على منافسه اليميني أوسكار إيفان زولواغا، الذي وعد بأنه سينسحب من المفاوضات في حال فوزه بالرئاسة وأنه سيلجأ للحل العسكري بشكل مباشر، ما اعتبر من قبل الكثيرين إقرارا شعبيا لمفاوضات السلام التي بدأها سانتوس مع حركة فارك المتمردة.

#### إتفاق السلام
في عام 2016، نجح بالوصول إلى إتفاق سلام مع المتمردين الكولومبيين وذلك بمساعدة من كوبا، التي وقع في عاصمتها هافانا إتفاق سلام تاريخي مع الحركة بعد 4 سنوات من المفاوضات، منهياً بذلك تمرد استمر مدة 52 عام. وعرض سانتوس الإتفاق للإستفتاء أمام الشعب الكولومبي بهدف تحويله إلى قانون يجرى تنفيذه، لكن الشعب الكولومبي صّوت بالأغلبية ضده، ما جعله يشعر بالأسف محاولاً العودة مجدداً لحوار اتفاق السلام.
على الرغم من مساعيه للمصالحة، إلا أنه اتهم في عام 2007 من قبل سالفاتورى مانكوسو، أحد قادة ميلشيا الدفاع الشعبي الكولومبي الموحد، أنه كان يجتمع مع قادة الميليشيات المتمردة لمناقشة إمكانية زعزعة النظام والتشويش على الرئيس آنذاك، ارنستو سامبر.

## رئيس كولومبيا (2010-2018)
قال سانتوس إنه سيتابع الرئاسة الكولومبية في عام 2010 ، كما قال ، إذا لم يفعل الرئيس رئيس ألبارو أوريبي بيليث ذلك إذا وافق على استفتاء سيسمح له بتولي منصب الرئيس للمرة الثالثة. بعد أن قضت المحكمة الدستورية الكولومبية بأن استفتاء إعادة الانتخاب غير دستوري وغير دستوري ، أعلن سانتوس عن تطلعاته الرئاسية للفترة 2010-2014 نيابة عن حزب يو سانتوس ، إلى جانب مرشح حزب الخضر أنتاناس ماكوس ، كخيارات محتملة. للفوز بالرئاسة الكولومبية
استندت حملة سانتوس الرئاسية إلى استمرار سياسة الأمن الديمقراطي التي اتبعها الرئيس أوريبي لمدة ثماني سنوات. تم اختيار سانتوس كشريك للوزير السابق والحاكم السابق لفالي ، أنجيلينو جارسون.
وقال سانتوس في الجولة الثانية ، بدعم من قطاعات مهمة من الحزب الليبرالي ، الانضمام الرسمي للتغيير الجذري (الثالث في الجولة الأولى) وحزب المحافظين (الخامس).
في 30 مايو 2010 ، حصل سانتوس على 46.56٪ من الأصوات الصالحة ، وافق فيها على جولة ثانية من الانتخابات ضد مرشح حزب الخضر الكولومبي أنتاناس ماكوس ، والتي جرت في 20 يونيو. في هذا اليوم ، و 68.9٪ من الأصوات (9،004،221 صوتًا من إجمالي 14 مليون صوت) ، انتصر رئيس كولومبيا على منافسه.

## جائزة نوبل للسلام
في 7 أكتوبر 2016 فاز خوان مانويل سانتوس جائزة نوبل للسلام لعام 2016 بعد أن اختارته لجنة نوبل النرويجية من بين 376 إسماً (228 شخصا و148 مؤسسة) رُشحوا لنيل الجائزة، نظراً لجهوده من أجل إنهاء الحرب الأهلية في كولومبيا والتي استمرت حوالي 52 عام، حيث أطلق المفاوضات التي اختتمت بالتوصل إلى إتفاقية سلام بين الحكومة الكولومبية وجماعات فارك المسلحة، رغم أن الشعب الكولومبي رفض الاتفاقية باستفتاء شعبي.

## صالة عرض

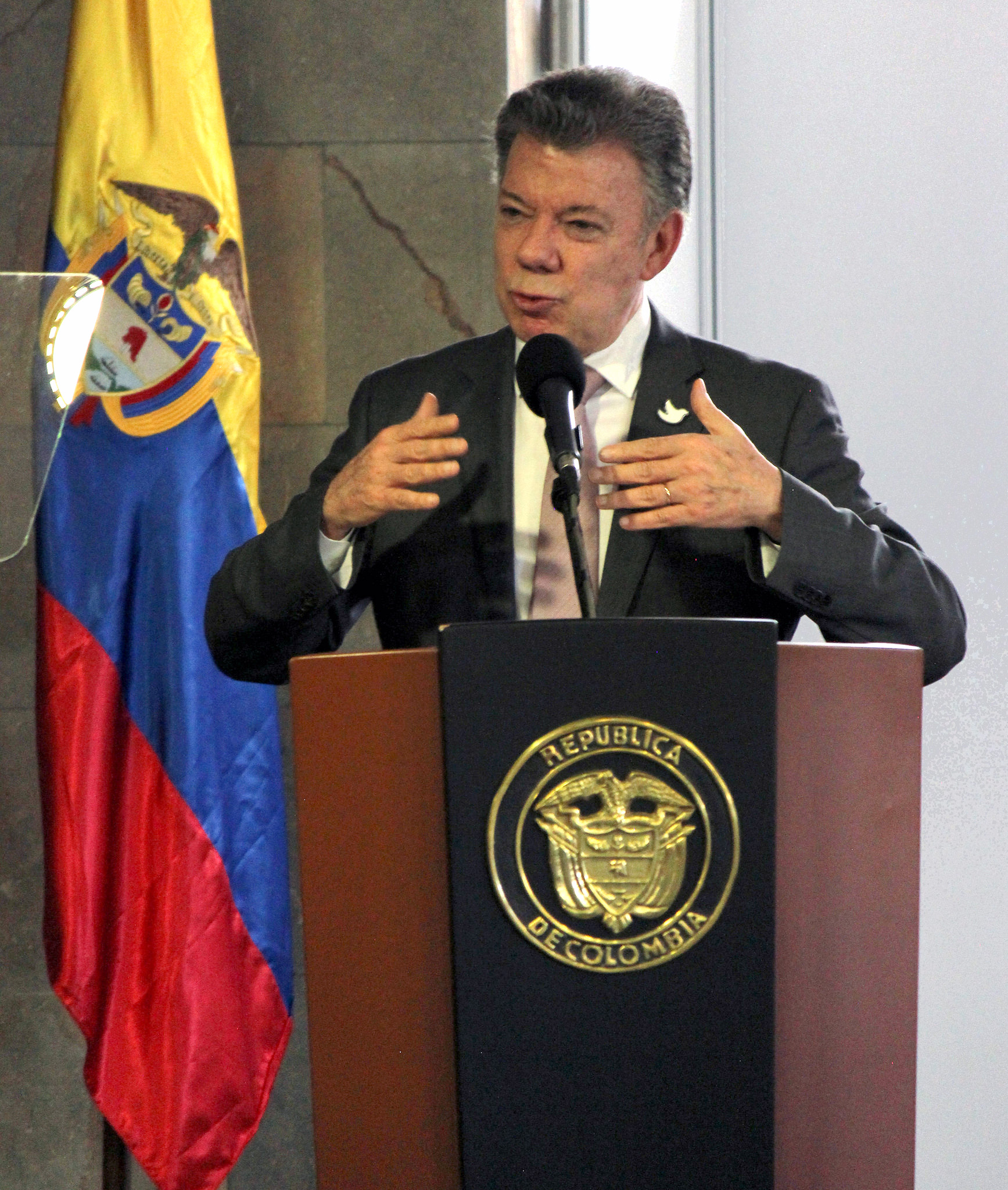
خوان مانويل سانتوس في حفل افتتاح كولومبييمودا في 26 يوليو 2016 في ميديلين ، كولومبيا.
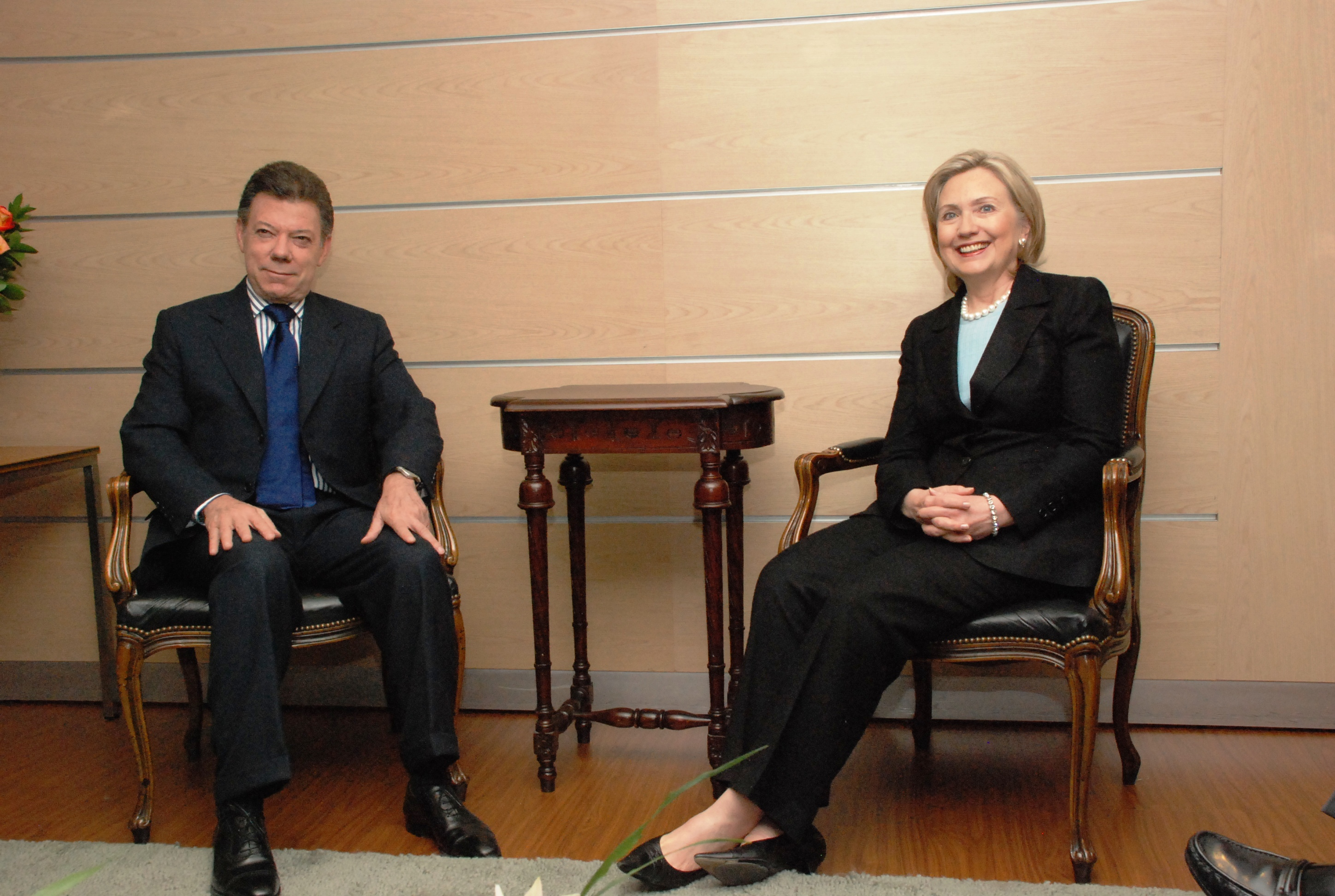
سانتوس ووزيرة الخارجية الأمريكية هيلاري كلينتون ، 9 يونيو 2010
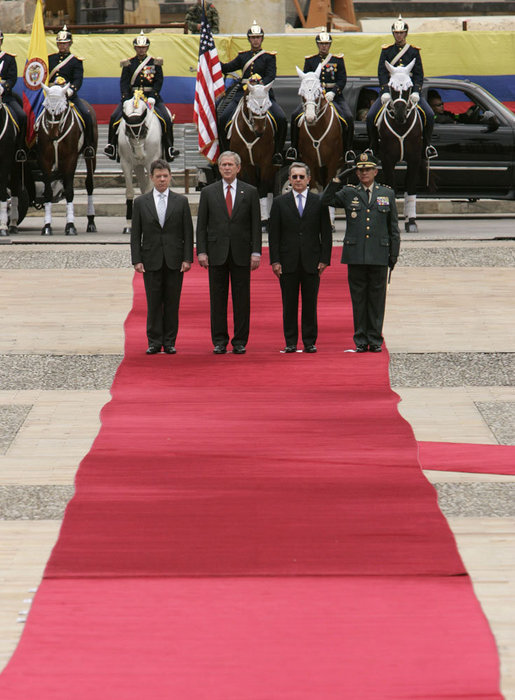
زيارة رسمية للرئيس الأمريكي جورج دبليو بوش إلى كولومبيا. وصول الوزير خوان مانويل سانتوس ، ورئيس كولومبيا ألفارو أويبي ، وقائد بعثة القوى الخارجية فريدي باديلا.

## روابط خارجية
- خوان مانويل سانتوس على موقع IMDb (الإنجليزية)
- خوان مانويل سانتوس على موقع الموسوعة البريطانية (الإنجليزية)
- خوان مانويل سانتوس على موقع مونزينجر (الألمانية)
- خوان مانويل سانتوس على موقع إن إن دي بي (الإنجليزية)